# طاعون شیرویه
طاعون شیرویه یک بیماری همه‌گیر در سال‌های ۶۲۷–۶۲۸ میلادی بود که سراسر استان‌های باختری شاهنشاهی ساسانیان، به‌ویژه میان‌رودان را درنوردید. این همه‌گیری باعث کشتن نیمی از جمعیت آن استان‌های شاهنشاهی و از جمله شاهنشاه ساسانی، شیرویه (قُباد دوم) شد که این همه‌گیری به نام او نامگذاری شده است.
طاعون شیرویه یکی از چند بیماری همه‌گیر بزرگی بود که در ایران یا نزدیک به آن در طول دو سده رخ داد. این طاعون در فروپاشی شاهنشاهی ساسانیان نقش داشت.
دگرگونی آب‌وهوایی در سده ششم میلادی و پیدایش عصر یخ‌بندان کوچک، موجب بهینه شدن چرخه زادوولد موش‌ها و پیدایش و گسترش پاندمیک طاعون خیارکی شد که در تاریخ از آن به نام طاعون یوستینیانوس (۴۵۱–۵۴۴ میلادی) یاد شده است. این نخستین شیوع پاندمیک بیماری طاعون است که در تاریخ نگاشته شده است. طاعون یوستینیانوس هر ۹ تا ۱۲ سال بروز می‌کرد و تا فروپاشی امویان به درازا کشید. پیشرفت پرشتاب سپاه ساسانی در نخستین دهه‌های سده هفتم میلادی می‌تواند ناشی از پیامدهای این بیماری در آناتولی و سوریه باشد. در برابر آن همه‌گیری این بیماری در آذربایجان، می‌تواند عامل کوتاهی و فروپاشی ساسانیان از پشتیبانی این استان کلیدی در هنگام یورش غافلگیرانه هراکلیوس باشد. گمان می‌رود موجی قدرتمند از این اپیدمی به همراه سربازان ایرانی به قلمرو ساسانیان وارد شد. تئوفانس از دچار شدن خسرو پرویز به اسهال در هنگام دستگیری به دست شورشیان گزارش می‌دهد و طبری نیز اسهال شدید شهروراز را بیان می‌کند که از مهم‌ترین نشانه‌های این بیماری است. دست‌کم از دو اپیدمی مشخص بیماری طاعون در زمان جانشینان خسروپرویز آگاه هستیم. نخستین آنها طاعون شیرویه است که نام خود را از قباد دوم گرفته است. این طاعون در ۶۲۷ – ۶۲۸ میلادی در تیسفون رخ داد و شیرویه به گمانی در اثر این بیماری در ۶۲۹ میلادی درگذشت. سیوطی نیز از واگیر طاعون یزدگردی، در بین سال‌های ۶۳۴ – ۶۴۲ میلادی گزارش می‌دهد، یعنی زمانی که مهم‌ترین نبردهای دولت ساسانی با سپاه اعراب مسلمان در قادسیه (۶۳۶ میلادی)، جلولا (۶۳۷ میلادی) و نهاوند (۶۴۲ میلادی) رخ داد.